# サマンサ・フォックス (ポルノ女優)
サマンサ・フォックス Samantha Fox（ニューヨーク出身、1951年12月3日 - 2020年4月22日）は、アメリカ合衆国の女優・ポルノ女優。1977年から1984年にかけて100本以上のポルノ映画に出演した。

## 来歴
サマンサ・フォックスは、ニューヨークで生まれ育ち、ブロードウェイの影響を受けて幼児期からダンスのレッスンを受けていた。長年の訓練により彼女は細身で非常にしなやかな肉体を獲得することができた。フォックスはチャック・ヴィンセント監督に見出され、主演した『Bad Penny』(1978年) で一気に人気が高まり、以後ヴィンセントの作品の多くに出演している。
1979年の映画『スワッピング/人妻 (Jack 'n' Jill)』と1980年の『This Lady Is a Tramp』で成人映画の最優秀主演女優賞を獲得した（いずれもヴィンセント監督作品）。ポルノ映画が1980年代にビデオに移行しはじめると、フォックスの細身でナチュラルな肉体は受け入れられなくなり、仕事は次第に減っていった。しかし彼女は肉体の人為的改造には否定的であった。ストレスからアルコール依存症にもなり、克服するには長い時間を要した。
1984年、彼女はハードコアポルノから離れ、本名のステーシア・ミクーラ (Stacia Micula) 名義で『クイーン・ウォリアーズ (Warrior Queen)』(1987年) のようなセクスプロイテーション映画に出演し始めた。その後はポルノ業界に対して批判的な姿勢をとるようになった。

## 私生活
サマンサ・フォックスは、1978年の映画『Double Your Pleasure』のセットで長年の恋人となるポルノ男優のボビー・アスタイア (Bobby Astyr)（1940年 - 2002年）に出会った。2人はアスタイアが2002年に肺癌で亡くなるまで、ニューヨーク市イースト・ヴィレッジのアパートの隣同士で暮らした。最後の2年間フォックスは献身的に看病した。

## 死去
サマンサは2020年4月22日、ニューヨークマンハッタンのイースト・ヴィレッジにある自宅で死去した。69歳没。リアルト・レポートの取材によれば、死因は2019新型コロナウイルス（COVID-19）による合併症の可能性があるという。

## 受賞
- 1979年 AFAA 最優秀主演女優賞 『スワッピング/人妻 (Jack 'n Jill)』[3]
- 1980年 AFAA 最優秀主演女優賞 『This Lady Is a Tramp』[3]
- 1980年 CAFA 最優秀主演女優賞 『This Lady Is a Tramp』[3]
- 2002年 AVN殿堂入り[4]

## 出演作の一部
- 1978年 - 『Bad Penny』
- 1978年 - 『Double Your Pleasure』
- 1979年 - 『スワッピング/人妻 (Jack 'n' Jill)』
- 1979年 - 『バビロン・ピンク (Babylon Pink)』
- 1980年 - 『グレート・セックス淫熟 (Co-Ed Fever)』
- 1980年 - 『This Lady Is a Tramp』
- 1980年 - 『変態若妻/夜まで待てない (Afternoon Delights)』
- 1980年 - 『プラチナ・パラダイス (Platinum Paradise)』
- 1981年 - 『アダルト・パーティ/満芯 (Blue Magic)』
- 1981年 - 『テクニシャン/貴婦人 (Amanda by Night)』
- 1981年 - 『ROOM MATES/ブルーコア (Roommates)』
- 1981年 - 『ダブル・ウーマン/色欲妻』　The Tale of Tiffany Lust - Brunette in Sauna
- 1982年 - 『デリーシャス2/肉芯 (Play Girl)』
- 1982年 - 『ダーティ・リップス/女の欲望 (Foxtrot)』
- 1982年 - 『超次元ポルノラマ/スペシャル・エキス (Irresistible)』
- 1983年 - 『ハリウッド・スキャンダル/悦楽の昼と夜 (Dixie Ray Hollywood Star)』
- 1983年 - 『奴隷婦人 (Woman In Love)』
- 1983年 - 『歓痛する女 (In Love)』
- 1984年 - 『ロリータと巨乳とナース (Spitfire)』

（以下はハードコアではない映画）
- 1985年 - 『ストリート・ガールU.S.A.』　Streetwalkin' - トップレス・ダンサー
- 1987年 - 『クイーン・ウォリアーズ (Warrior Queen)』
- 1987年 - 『女囚物語3・獄囚のメロディ (Slammer Girls)』